# Брестова
Брестова е село в Южна България. То се намира в община Гурково, област Стара Загора.